# Kirche Lüssow (Gützkow)

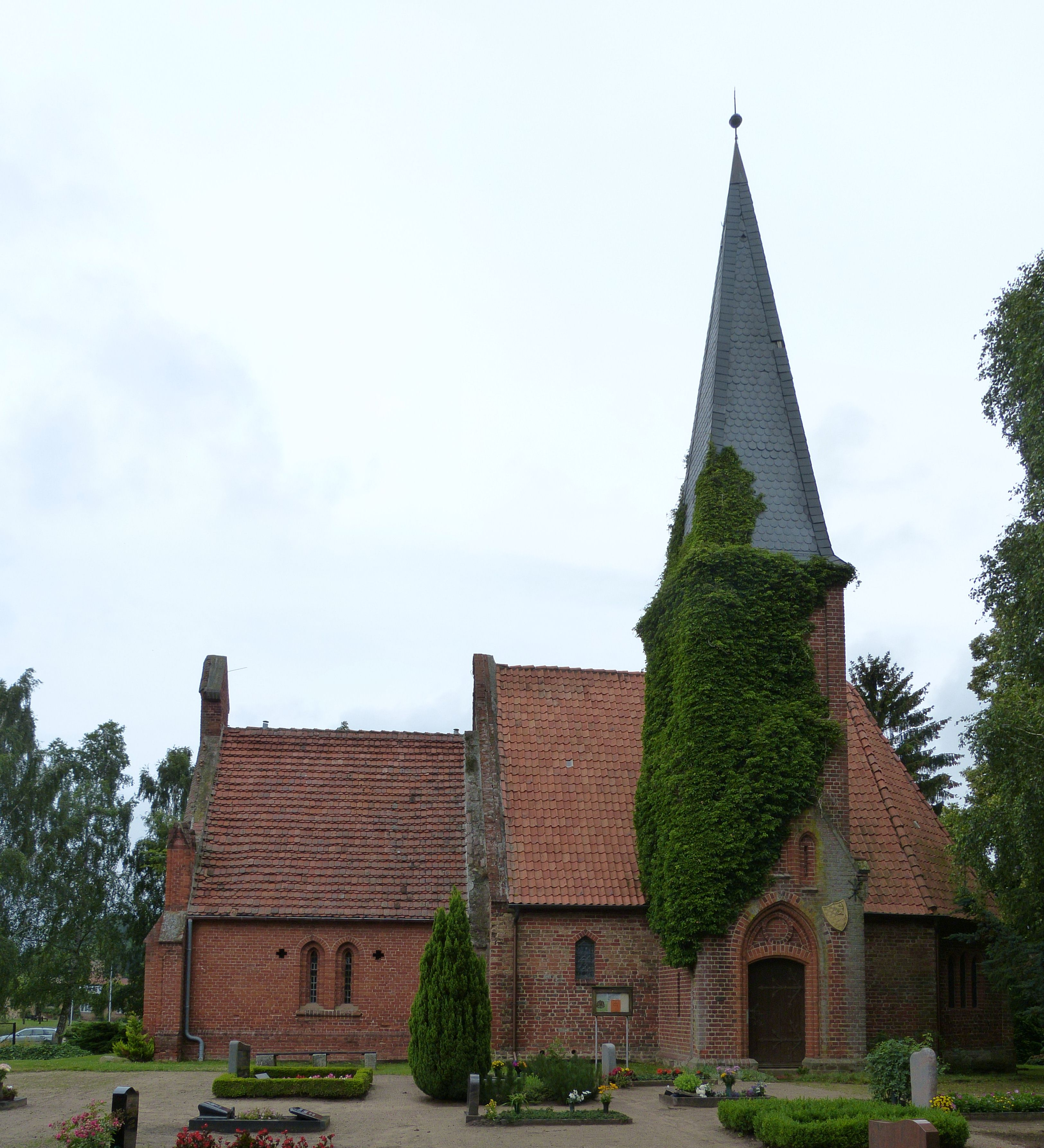
Kirche Lüssow, Südseite

Die evangelische Kirche Lüssow, auch Heilig-Kreuz-Kapelle Lüssow, ist ein gotisches Kirchengebäude in Lüssow, einem Ortsteil der Stadt Gützkow im Landkreis Vorpommern-Greifswald. Sie gehört zur Kirchengemeinde Züssow-Zarnekow-Ranzin im Kirchenkreis Pommern.

## Lage
Die Alte Dorfstraße verläuft in West-Ost-Richtung als zentrale Verbindungsstraße durch den Ort. Im historischen Zentrum steht das Bauwerk nördlich dieser Achse auf einer leicht erhöhten Fläche, die mit unbehauenen und nicht lagig geschichteten Feldsteinen eingefriedet ist.

## Geschichte
Das Dehio-Handbuch geht davon aus, dass die Kirche „wohl“ im 15. Jahrhundert entstanden ist. Dies entspricht einer Angabe der Gemeinde auf einer Informationstafel westlich des Bauwerks. Das Kirchenpatronat könnte daher bei den Familien derer von Owstin und derer von Horn gelegen haben. Nach der Einführung der Reformation im Herzogtum Pommern wurde sie zur Tochter der Ranziner Kirche. Nach dem Dreißigjährigen Krieg, in der zweiten Hälfte des 17. Jahrhunderts, verfiel das Gebäude stark. 1665 ließ Hermann von Wolffradt die Kirche aus eigenen Mitteln wieder aufbauen. Vermutlich um 1725 erhielt das Bauwerk eine barocke Kirchenausstattung
1822/1823 musste mit einem Aufwand von 400 Talern eine Erneuerung des Gebäudes durchgeführt werden. 1843 wurde vor dem Westgiebel eine gutsherrliche Gruft als Erbbegräbnis für die Familie von Wolffradt vorgesetzt. Von 1877 bis 1878 ließ Achim von Voss-Wolffradt als Patron die Kirche außen und innen umfangreich renovieren und umgestalten. Den dreigeschossigen Turm mit Spitzhelm baute von 1877 bis 1878 Georg Daniel als damaliger Leiter der Bauverwaltung von Mecklenburg-Strelitz. Wegen der Gruft vor der Westwand musste der Turm an der südlichen Längsseite stehen.
1961 wurde die Gruft zur Winterkirche umgebaut. Die Särge aus dem Wolffradtschen Erbbegräbnis wurden auf dem Friedhof beigesetzt. Von 1972 bis 1978 fanden umfangreiche Renovierungsarbeiten statt.

## Baubeschreibung

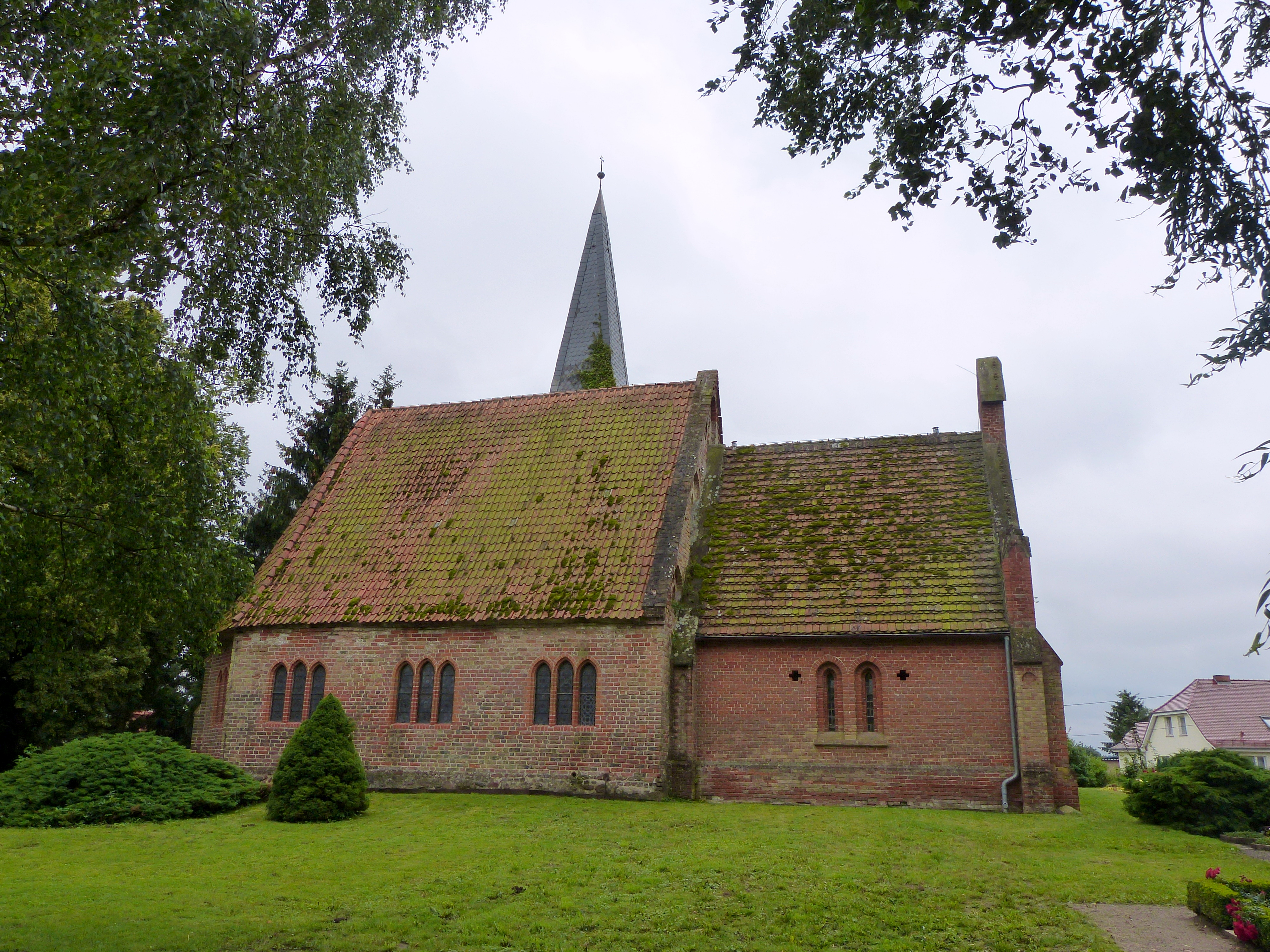
Nordseite

Die Saalkirche wurde im Wesentlichen aus rötlichem Mauerstein errichtet. Der Chor ist dreiseitig und leicht eingezogen. An den Seiten sind je drei gekuppelte, Lanzett-Drillingsfenster sowie je ein abgetreppter Strebepfeiler.
Die westlich gelegenen bilden dabei den Übergang zum Kirchenschiff. An der Südseite dominiert der dreigeschossige, neugotische Südturm, der durch ein reich verziertes, spitzbogenförmiges Portal mit einer gedrückt-segmentbogenförmige Pforte betreten werden kann. Links und rechts am Boden sind die Wappen der Familie von Wolffradt, ein weiteres Wappen der Familie befindet sich über dem einmal abgestuften Westportal des Anbaus. Darüber ist ein Dreiecksgiebel mit gestaffelten Spitzbogenöffnungen. Im oberen Turmgeschoss ist an jeder Seite eine spitzbogenförmige Blende, in die zwei gekuppelte Klangarkaden mit einer darüberliegenden Kreisblende verbaut wurden. Die Blende selbst ist nach oben hin mit einem Fries verziert. Daran schließt sich das Pyramidendach an, dass mit Turmkugel und Kreuz abschließt.
In der Westwand befindet sich ein vermauertes gotisches Spitzbogenfenster. Im Westgiebel sind fünf gestaffelte Maßwerkblenden mit Spitzbogen, gekuppelten Binnenblenden und Kreisblende im Zwickel zu sehen. Die Fenster erhielten ihre Form bei den Umbauarbeiten 1878. Der westliche neugotische Anbau ist rechteckig, der westliche Giebel mit Fialen und Blenden reichlich verziert.

## Ausstattung

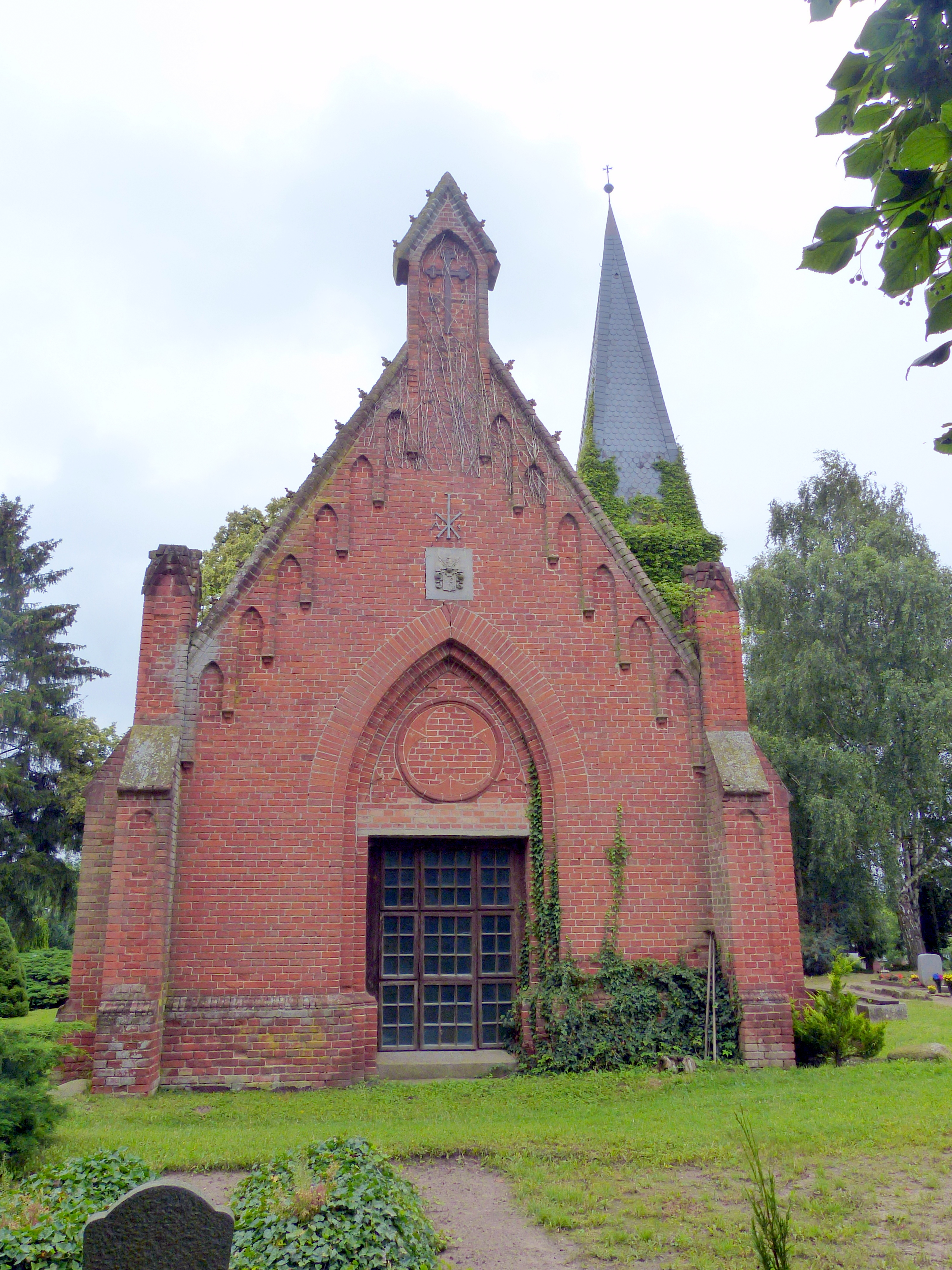
Westportal

Die barocke Ausstattung von 1724/1725 stammt aus der Werkstatt des Stralsunder Bildhauers Elias Keßler. Dazu gehören das zweigeschossige Altarretabel mit vermutlich 1878 erneuerten Darstellungen des Letzten Abendmahls in der Predella, der Himmelfahrt Christi in der Bekrönung und einem plastischen Kruzifix vor einem gemalten Wolkenhimmel. Auf den Plinthen der Säulen sind die Initialen C. G. v. W. (für Carl Gustav von Wolfradt) sowie M. S. v. E. eingemeißelt. Zur weiteren Ausstattung gehören ein Taufengel mit einer muschelförmigen Taufschale sowie Aufgang und Schalldeckel der Kanzel. Ein weiteres dekoratives Element Keßlers ist der hölzerne Pultengel. Die Engelsfigur im blauen Gewand, in einer Hand ein Buch haltend, stützt ein Lesepult für den Pfarrer. Der Pultengel wurde aufwändig restauriert und ist seit 2017 wieder Bestandteil der Innenraumausstattung. Die ebenfalls von Keßler gefertigte Altarschranke hat geschnitzte Baluster, Fruchtgehänge und Blattwerk. Der Kanzelkorb mit Pilastergliederung wird auf 1630 bis 1650 datiert. An der Brüstung sind Szenen aus dem Leben Jesu Christi abgebildet, die vermutlich aus dem 19. Jahrhundert stammen. Mehrere Bretter mit Totenkronen stammen aus den Jahren 1757 bis 1812.
Die Kirche hat innen eine schwere Kassettendecke und eine hölzerne Wandverkleidung von 1878, der Gruftanbau ein Kreuzgratgewölbe.
Die Orgel wurde 1878 von Friedrich Friese III gebaut. Sie hat 1 Manual und 4 Register (Oktav 4', Bordun 8', Flöte 8' und Principal 8'). Ihr neugotischer Prospekt wurde 1998 restauriert.
Das Geläut besteht aus zwei Glocken. Die ältere Glocke war der Lüssower Kapelle 1702 von Christina Rehnskiöld, der Witwe Hermann von Wolffradts geschenkt worden. Carl Gustav von Wolffradt ließ sie 1724 umgießen. Schließlich wurde sie 1829 ein letztes Mal in der Glockengießerei Zach in Stralsund umgegossen. Die zweite Glocke wurde 1925 gegossen.